# Ženská basketbalová liga 2018-2019
Il campionato ceco di pallacanestro femminile 2018-2019 è stato il 26º.
Il ZVVZ USK Praga ha vinto il campionato per la dodicesima volta superando nella finale play-off il BK Brno per 3-0.

## Regolamento
Le squadre classificate dal primo all'ottavo posto al termine della regular season si qualificano ai play-off per l'assegnazione del titolo di campione della Repubblica Ceca.
Le squadre classificate dal nono all'undicesimo posto disputano i play-out.

## Squadre partecipanti
Il numero delle squadre si riduce ad 11 per la rinuncia di BA Karlovy Vary, ottava classificata nel 2018.
| Squadra               | Allenatore       | Campo di gioco                   | Risultato stagione 2017-18 |
| --------------------- | ---------------- | -------------------------------- | -------------------------- |
| ZVVZ USK Praga        | Natália Hejková  | Královka Arena di Praga          | 1º posto in ŽBL, campione  |
| Královo Pole Brno     | David Zdeněk     | Městská hala di Brno             | 3º posto in ŽBL, finalista |
| DSK Nymburk           | Daniel Kurucz    | Sportovní centrum ČUS di Nymburk | 2º posto in ŽBL, terza     |
| Sokol HK              | Romana Ptáčková  | Hala Sokol di Hradec Králové     | 4º posto in ŽBL, quarta    |
| BLK Slavia Praga      | Martin Stavěl    | Hala Slavie Eden di Praga        | 5º posto in ŽBL            |
| Brno                  | Viktor Pruša     | SH Rosnicka di Brno              | 6º posto in ŽBL            |
| Slovanka MB           | Radek Šnábl      | Sportovní hala di Mladá Boleslav | 7º posto in ŽBL            |
| BK Loko Trutnov       | Michal Martínek  | 3. ZŠ di Trutnov                 | 9º posto in ŽBL            |
| U19 Chance Strakonice | Petr Martínek    | STARZ Aréna di Strakonice        | 10º posto in ŽBL           |
| SBŠ Ostrava           | Stanislav Onuška | SH Ostrava-Tatran di Ostrava     | 11º posto in ŽBL           |
| MK Technic Brno       | Lucie Zítková    | SH Morenda di Brno               | 12º posto in ŽBL           |

## Stagione regolare

### Classifica
|  | Pos. | Squadra                      | Pt. | G  | V  | P  | PtF  | PtS  | Dif.  | QP  | Qualif.     |
|  | ---- | ---------------------------- | --- | -- | -- | -- | ---- | ---- | ----- | --- | ----------- |
|  | 1.   | ZVVZ USK Praha               | 40  | 20 | 20 | 0  | 2183 | 998  | +1185 |     | ai play-off |
|  | 2.   | KP Brno                      | 35  | 20 | 15 | 5  | 1488 | 1265 | +223  |     | ai play-off |
|  | 3.   | BK Žabiny Brno               | 34  | 20 | 14 | 6  | 1574 | 1313 | +261  |     | ai play-off |
|  | 4.   | DSK Basketball Nymburk       | 33  | 20 | 13 | 7  | 1544 | 1359 | +185  | +14 | ai play-off |
|  | 5.   | Sokol Nilfisk Hradec Králové | 33  | 20 | 13 | 7  | 1659 | 1338 | +321  | -14 | ai play-off |
|  | 6.   | BK Loko Trutnov              | 32  | 20 | 12 | 8  | 1506 | 1518 | -12   |     | ai play-off |
|  | 7.   | BLK Slavia Praga             | 29  | 20 | 9  | 11 | 1394 | 1503 | -107  |     | ai play-off |
|  | 8.   | Slovanka MB                  | 26  | 20 | 6  | 14 | 1186 | 1539 | -355  |     | ai play-off |
|  | 9.   | SBŠ Ostrava                  | 25  | 20 | 5  | 15 | 1372 | 1729 | -357  |     | ai play-out |
|  | 10.  | Teamstore Brno               | 22  | 20 | 2  | 18 | 1162 | 1886 | -724  |     | ai play-out |
|  | 11.  | U19 Chance Strakonice        | 21  | 20 | 1  | 19 | 1103 | 1723 | -620  |     | ai play-out |

Legenda:
       Campione della Rep. Ceca.
      Ammessa ai play-off.
      Ammessa ai play-out.
  Vincitrice della Coppa della Rep. Ceca 2019
Note:
Due punti a vittoria, uno a sconfitta.

### Risultati
|                       | BZB    | U19    | SPR    | BNY    | LTV    | KPB    | MBR    | SOS    | SLO    | SHK    | USK    |
| --------------------- | ------ | ------ | ------ | ------ | ------ | ------ | ------ | ------ | ------ | ------ | ------ |
| BK Žabiny Brno        |        | 84-47  | 78-62  | 74-77  | 99-83  | 51-54  | 105-55 | 100-53 | 73-50  | 77-64  | 58-83  |
| U19 Chance Strakonice | 60-94  |        | 50-79  | 53-71  | 75-86  | 39-82  | 77-69  | 66-69  | 51-65  | 38-94  | 44-124 |
| BLK Slavia Praha      | 62-70  | 86-83  |        | 74-70  | 67-73  | 58-63  | 93-52  | 77-68  | 51-71  | 94-85  | 59-122 |
| Basketball Nymburk    | 83-77  | 85-49  | 87-54  |        | 64-51  | 75-77  | 110-61 | 88-68  | 82-54  | 101-80 | 59-105 |
| Loko Trutnov          | 61-89  | 84-59  | 75-62  | 82-79  |        | 93-70  | 103-74 | 89-77  | 86-70  | 59-80  | 45-116 |
| KP Brno               | 63-71  | 85-49  | 74-73  | 68-64  | 69-61  |        | 72-50  | 97-58  | 88-42  | 64-49  | 63-96  |
| MK Technic Brno       | 47-93  | 86-62  | 68-94  | 55-102 | 52-86  | 56-101 |        | 66-85  | 65-80  | 47-118 | 50-112 |
| SBŠ Ostrava           | 54-101 | 77-59  | 83-68  | 68-84  | 60-84  | 57-86  | 80-86  |        | 100-56 | 65-105 | 73-111 |
| Slovanka MB           | 60-66  | 72-48  | 55-75  | 52-57  | 59-79  | 62-82  | 75-56  | 71-66  |        | 58-71  | 38-130 |
| Sokol Hradec Králové  | 90-65  | 104-54 | 54-64  | 62-55  | 90-78  | 78-74  | 115-55 | 100-64 | 106-46 |        | 65-97  |
| USK Praha             | 105-49 | 127-40 | 122-42 | 95-51  | 107-48 | 83-56  | 123-12 | 135-47 | 107-50 | 83-49  |        |

## Play-out
Le ultime tre squadre della stagione regolare si incontrano disputando ciascuna 4 partite tra andata e ritorno, mantenendo i risultati che hanno ottenuto nella precedente fase. In conclusione la classifica finale dal nono all'undicesimo posto è la seguente:
|  | Pos. | Squadra               | Pt. | G  | V | P  | PtF  | PtS  | Dif. |
|  | ---- | --------------------- | --- | -- | - | -- | ---- | ---- | ---- |
|  | 9.   | SBŠ Ostrava           | 33  | 24 | 9 | 15 | 1718 | 1979 | -261 |
|  | 10.  | Teamstore Brno        | 28  | 24 | 4 | 20 | 1467 | 2176 | -709 |
|  | 11.  | U19 Chance Strakonice | 25  | 24 | 1 | 23 | 1324 | 2055 | -731 |

Legenda:
     Spareggio con la prima della 1. liga.
Note:
Due punti a vittoria, uno a sconfitta.

### Risultati
|                       | U19    | MKB   | OST   |
| --------------------- | ------ | ----- | ----- |
| U19 Chance Strakonice |        | 52-78 | 61-81 |
| MK Technic Brno       | 100-46 |       | 62-97 |
| SBŠ Ostrava           | 73-62  | 95-65 |       |

## Play-off
Vengono disputati tra la prima e la ottava classificata in una serie che si disputa al meglio delle cinque gare: la prima, la terza e l'eventuale quinta partita si giocano in casa della squadra meglio classificata, la seconda e l'eventuale quarta si giocano in casa della squadra peggio classificata.
|  | Quarti | Quarti                 | Quarti |  |                | Semifinali           | Semifinali           | Semifinali |                 |                 | Finale               | Finale               | Finale |
|  |        |                        |        |  |                |                      |                      |            |                 |                 |                      |                      |        |
|  | 1      | ZVVZ USK Praha         | 3      |  |                |                      |                      |            |                 |                 |                      |                      |        |
|  | 1      | ZVVZ USK Praha         | 3      |  |                |                      |                      |            |                 |                 |                      |                      |        |
|  | 8      | Slovanka MB            | 0      |  |                |                      |                      |            |                 |                 |                      |                      |        |
|  | 8      | Slovanka MB            | 0      |  | ZVVZ USK Praga | ZVVZ USK Praga       | 3                    |            |                 |                 |                      |                      |        |
|  |        |                        |        |  | ZVVZ USK Praga | ZVVZ USK Praga       | 3                    |            |                 |                 |                      |                      |        |
|  |        |                        |        |  |                | Sokol Hradec Králové | Sokol Hradec Králové | 0          |                 |                 |                      |                      |        |
|  | 4      | DSK Basketball Nymburk | 0      |  |                | Sokol Hradec Králové | Sokol Hradec Králové | 0          |                 |                 |                      |                      |        |
|  | 4      | DSK Basketball Nymburk | 0      |  |                |                      |                      |            |                 |                 |                      |                      |        |
|  | 5      | Sokol Hradec Králové   | 3      |  |                |                      |                      |            |                 |                 |                      |                      |        |
|  | 5      | Sokol Hradec Králové   | 3      |  |                |                      |                      |            |                 | ZVVZ USK Praga  | ZVVZ USK Praga       | 3                    |        |
|  |        |                        |        |  |                |                      |                      |            |                 | ZVVZ USK Praga  | ZVVZ USK Praga       | 3                    |        |
|  |        |                        |        |  |                |                      |                      |            |                 |                 | BK Žabiny Brno       | BK Žabiny Brno       | 0      |
|  | 2      | KP Brno                | 3      |  |                |                      |                      |            |                 |                 | BK Žabiny Brno       | BK Žabiny Brno       | 0      |
|  | 2      | KP Brno                | 3      |  |                |                      |                      |            |                 |                 |                      |                      |        |
|  | 7      | BLK Slavia Praga       | 0      |  |                |                      |                      |            |                 |                 |                      |                      |        |
|  | 7      | BLK Slavia Praga       | 0      |  | KP Brno        | KP Brno              | 2                    |            | Finale 3° posto | Finale 3° posto | Finale 3° posto      |                      |        |
|  |        |                        |        |  | KP Brno        | KP Brno              | 2                    |            |                 |                 |                      |                      |        |
|  |        |                        |        |  |                | BK Žabiny Brno       | BK Žabiny Brno       | 3          |                 |                 | Sokol Hradec Králové | Sokol Hradec Králové | 3      |
|  | 3      | BK Žabiny Brno         | 3      |  |                |                      | BK Žabiny Brno       | 3          |                 |                 | Sokol Hradec Králové | Sokol Hradec Králové | 3      |
|  | 3      | BK Žabiny Brno         | 3      |  |                |                      |                      |            |                 | KP Brno         | KP Brno              | 1                    |        |
|  | 6      | BK Loko Trutnov        | 0      |  |                |                      |                      |            |                 |                 | KP Brno              | 1                    |        |
|  | 6      | BK Loko Trutnov        | 0      |  |                |                      |                      |            |                 |                 |                      |                      |        |

### Quarti di finale
| Squadra 1              | Totale | Squadra 2            | Gara 1   | Gara 2   | Gara 3   | Gara 4 | Gara 5 |
| ---------------------- | ------ | -------------------- | -------- | -------- | -------- | ------ | ------ |
| BK Žabiny Brno         | 3 - 0  | BK Loko Trutnov      | 78 - 44  | 87 - 73  | 96 - 92  | -      | -      |
| KP Brno                | 3 - 0  | BLK Slavia Praga     | 79 - 66  | 74 - 67  | 84 - 68  | -      | -      |
| ZVVZ USK Praga         | 3 - 0  | Slovanka MB          | 125 - 31 | 107 - 50 | 114 - 43 | -      | -      |
| DSK Basketball Nymburk | 0 - 3  | Sokol Hradec Králové | 67 - 69  | 51 - 91  | 71 - 76  | -      | -      |

### Semifinali
| Squadra 1      | Totale | Squadra 2            | Gara 1   | Gara 2  | Gara 3   | Gara 4  | Gara 5  |
| -------------- | ------ | -------------------- | -------- | ------- | -------- | ------- | ------- |
| KP Brno        | 2 - 3  | BK Žabiny Brno       | 61 - 73  | 56 - 74 | 72 - 57  | 66 - 57 | 62 - 74 |
| ZVVZ USK Praga | 3 - 0  | Sokol Hradec Králové | 109 - 55 | 86 - 70 | 103 - 72 | -       | -       |

### Finale 3/4
La prima e la terza gara si sono disputate a Brno il 9 e il 16 aprile, la seconda e la quarta a Hradec Králové il 12 e il 19 aprile.
| Squadra 1 | Totale | Squadra 2            | Gara 1  | Gara 2  | Gara 3  | Gara 4  | Gara 5 |
| --------- | ------ | -------------------- | ------- | ------- | ------- | ------- | ------ |
| KP Brno   | 1 - 3  | Sokol Hradec Králové | 69 - 62 | 66 - 77 | 69 - 78 | 60 - 70 | -      |

### Finale
La prima e la terza gara si sono disputate a Praga il 17 e il 24 aprile, la seconda a Brno il 20 aprile.
| Squadra 1      | Totale | Squadra 2      | Gara 1   | Gara 2  | Gara 3  | Gara 4 | Gara 5 |
| -------------- | ------ | -------------- | -------- | ------- | ------- | ------ | ------ |
| ZVVZ USK Praga | 3 - 0  | BK Žabiny Brno | 108 - 51 | 93 - 70 | 93 - 56 | -      | -      |

## Verdetti
- Campione della Rep. Ceca:  ZVVZ USK Praga (12º titolo)
Formazione:[2](0) Renata Březinová,[3][4] (1) Kristýna Brabencová, (3) Leticia Romero, (4) Eliška Žílová, (5) Julie Pospíšilová, (6) Karolína Elhotová, (7) Alena Hanušová, (9) Marija Režan, (11) Kateřina Elhotová, (12) Tereza Vyoralová, (17) Petra Malíková, (20) Isabelle Hannah Harrison,[5][6] (21) Veronika Šípová, (25) Alyssa Marie Thomas, (37) Teja Oblak, (77) Valériane Vukosavljević. All. Natália Hejková.
- Retrocessa in 1. liga:  nessuna.
- Vincitrice Coppa della Rep. Ceca:  Sokol HK